# El Nacimiento, León
El Nacimiento är en ort i Mexiko.   Den ligger i kommunen León och delstaten Guanajuato, i den centrala delen av landet, 300 km nordväst om huvudstaden Mexico City. El Nacimiento ligger 1 773 meter över havet och antalet invånare är 280.
Terrängen runt El Nacimiento är platt åt sydväst, men åt nordost är den kuperad. Runt El Nacimiento är det mycket tätbefolkat, med 1 313 invånare per kvadratkilometer. Närmaste större samhälle är León de los Aldama, 12,9 km nordost om El Nacimiento. Trakten runt El Nacimiento består till största delen av jordbruksmark.